# 阿罗黑德海兰兹
阿羅黑德海蘭茲是位於美國加利福尼亞州聖貝納迪諾縣的一個非建制地區。該地的面積和人口皆未知。

## 地理
該地的座標為34°13′48″N 117°15′46″W / 34.23000°N 117.26278°W，而該地的平均海拔高度為1515米（即4970英尺）。